# 이천읍
이천읍은 경기도 이천군에 있던 읍이었다. 이천면이 이천읍으로 승격되면서 생겨났으며, 창전동, 중리동, 증포동, 관고동의 4개동으로 분동되어 폐지되었다.